# Liste der Nummer-eins-Hits in Ungarn (2012)
Dies ist eine Liste der Nummer-eins-Hits in Ungarn im Jahr 2012. Sie basiert auf den Top-40-Albumcharts und den Top-20-Singlecharts der Magyar Hanglemezkiadók Szövetsége (Mahasz), dem ungarischen Vertreter der International Federation of the Phonographic Industry.

## Singles
| ← 2011 ← | Liste der Nummer-eins-Hits in Ungarn | Liste der Nummer-eins-Hits in Ungarn | Liste der Nummer-eins-Hits in Ungarn                                                  | 2013 →                    |
| \| Zeitraum \| Wo. ges. \| Interpret \| Titel Autor(en) \| Zusätzliche Informationen \| \| (Zeitraum, Wochen auf Platz eins, Interpret, Titel, Autor[en], zusätzliche Informationen) \| \| \| \| \| \| ----------------------------------------------------------------------------------------- \| -------- \| -------------------------- \| ------------------------------------------------------------------------------------- \| ------------------------- \| \| 4. April 2011 – 15. Januar 2012 41 Wochen \| 41 \| Ákos \| Utazó \| – \| \| 16. Januar 2012 – 22. Januar 2012 1 Woche (insgesamt 9) \| 9 \| Juli Fábián & Zoohacker \| Girly \| – \| \| 23. Januar 2011 – 5. Februar 2012 3 Wochen \| 3 \| Ákos \| Utazó \| – \| \| 6. Februar 2012 – 26. Februar 2012 3 Wochen (insgesamt 9) \| 9 \| Juli Fábián & Zoohacker \| Girly \| – \| \| 27. Februar 2011 – 4. März 2012 2 Wochen \| 2 \| Ákos \| Utazó \| – \| \| 5. März 2012 – 8. April 2012 5 Wochen (insgesamt 9) \| 9 \| Juli Fábián & Zoohacker \| Girly \| – \| \| 9. April 2012 – 25. November 2012 33 Wochen (insgesamt 39) \| 39 \| Ákos \| Előkelő idegen \| – \| \| 26. November 2012 – 2. Dezember 2012 1 Woche \| 1 \| David Guetta featuring Sia \| She Wolf (Falling to Pieces) David Guetta, Chris Braide, Giorgio Tuinfort, Sia Furler \| – \| \| 3. Dezember 2012 – 9. Dezember 2012 1 Woche (insgesamt 39) \| 39 \| Ákos \| Előkelő idegen \| – \| \| 10. Dezember 2012 – 23. Dezember 2012 2 Wochen \| 2 \| Adele \| Skyfall Paul Epworth, Adele Adkins \| – \| \| 24. Dezember 2012 – 27. Januar 2013 5 Wochen (insgesamt 39) \| 39 \| Ákos \| Előkelő idegen \| – \| |                                      |                                      |                                                                                       |                           |
| ← 2011 |                                      |                                      |                                                                                       | → 2013 →                  |
| Zeitraum | Wo. ges.                             | Interpret                            | Titel Autor(en)                                                                       | Zusätzliche Informationen |
| (Zeitraum, Wochen auf Platz eins, Interpret, Titel, Autor[en], zusätzliche Informationen) |                                      |                                      |                                                                                       |                           |
| 4. April 2011 – 15. Januar 2012 41 Wochen | 41                                   | Ákos                                 | Utazó                                                                                 | –                         |
| 16. Januar 2012 – 22. Januar 2012 1 Woche (insgesamt 9) | 9                                    | Juli Fábián & Zoohacker              | Girly                                                                                 | –                         |
| 23. Januar 2011 – 5. Februar 2012 3 Wochen | 3                                    | Ákos                                 | Utazó                                                                                 | –                         |
| 6. Februar 2012 – 26. Februar 2012 3 Wochen (insgesamt 9) | 9                                    | Juli Fábián & Zoohacker              | Girly                                                                                 | –                         |
| 27. Februar 2011 – 4. März 2012 2 Wochen | 2                                    | Ákos                                 | Utazó                                                                                 | –                         |
| 5. März 2012 – 8. April 2012 5 Wochen (insgesamt 9) | 9                                    | Juli Fábián & Zoohacker              | Girly                                                                                 | –                         |
| 9. April 2012 – 25. November 2012 33 Wochen (insgesamt 39) | 39                                   | Ákos                                 | Előkelő idegen                                                                        | –                         |
| 26. November 2012 – 2. Dezember 2012 1 Woche | 1                                    | David Guetta featuring Sia           | She Wolf (Falling to Pieces) David Guetta, Chris Braide, Giorgio Tuinfort, Sia Furler | –                         |
| 3. Dezember 2012 – 9. Dezember 2012 1 Woche (insgesamt 39) | 39                                   | Ákos                                 | Előkelő idegen                                                                        | –                         |
| 10. Dezember 2012 – 23. Dezember 2012 2 Wochen | 2                                    | Adele                                | Skyfall Paul Epworth, Adele Adkins                                                    | –                         |
| 24. Dezember 2012 – 27. Januar 2013 5 Wochen (insgesamt 39) | 39                                   | Ákos                                 | Előkelő idegen                                                                        | –                         |

## Alben
| ← 2011 ← | Liste der Nummer-eins-Hits in Ungarn | Liste der Nummer-eins-Hits in Ungarn | Liste der Nummer-eins-Hits in Ungarn             | 2013 → |
| \| Zeitraum \| Wo. ges. \| Interpret \| Titel \| Zusätzliche Informationen \| \| (Zeitraum, Wochen auf Platz eins, Interpret, Titel, zusätzliche Informationen) \| \| \| \| \| \| ------------------------------------------------------------------------------ \| -------- \| ------------------ \| ------------------------------------------------ \| ------------------------------------------------------------------------------------------------------------------------------------------------ \| \| 19. Dezember 2011 – 29. Januar 2012 6 Wochen \| 6 \| Tibor Kocsis \| Az első X - Az élő show-k 10 legnagyobb kedvence \| – \| \| 30. Januar 2012 – 13. Februar 2012 2 Wochen \| 2 \| Leonard Cohen \| Old Ideas \| – \| \| 14. Februar 2012 – 26. Februar 2012 2 Wochen \| 2 \| Adele \| 21 \| – \| \| 27. Februar 2012 – 18. März 2012 3 Wochen \| 3 \| Tamás Mihály \| Last Minute \| – \| \| 19. März 2012 – 1. April 2012 2 Wochen \| 2 \| Madonna \| MDNA \| – \| \| 2. April 2012 – 8. April 2012 1 Woche \| 1 \| Megasztár \| 12 döntős \| – \| \| 9. April 2012 – 29. April 2012 3 Wochen \| 3 \| Ismerős Arcok \| Kerítést bontok \| – \| \| 30. April 2012 – 6. Mai 2012 1 Woche \| 1 \| Kalapács \| Poklok és mennyek között \| – \| \| 7. Mai 2012 – 13. Mai 2012 1 Woche \| 1 \| ColorStar \| Flow \| – \| \| 14. Mai 2012 – 20. Mai 2012 1 Woche \| 1 \| Adam Lambert \| Trespassing \| – \| \| 21. Mai 2012 – 27. Mai 2012 1 Woche (insgesamt 2) \| 2 \| László Benkő \| Másik világ \| – \| \| 28. Mai 2012 – 3. Juni 2012 1 Woche (insgesamt 2) \| 2 \| The Syndicate \| File Under Zawinul \| – \| \| 4. Juni 2012 – 10. Juni 2012 1 Woche (insgesamt 2) \| 2 \| László Benkő \| Másik világ \| – \| \| 11. Juni 2012 – 24. Juni 2012 2 Wochen (insgesamt 4) \| 4 \| Majka, Curtis, BLR \| Belehalok \| – \| \| 25. Juni 2012 – 15. Juli 2012 3 Wochen (insgesamt 4) \| 4 \| Linkin Park \| Living Things \| – \| \| 16. Juli 2012 – 22. Juli 2012 1 Woche \| 1 \| Tibor Kocsis \| Irány az élet! \| – \| \| 23. Juli 2012 – 29. Juli 2012 1 Woche (insgesamt 4) \| 4 \| Linkin Park \| Living Things \| – \| \| 30. Juli 2012 – 5. August 2012 1 Woche \| 1 \| Testament \| Dark Roots of Earth \| – \| \| 6. August 2012 – 12. August 2012 1 Woche (insgesamt 4) \| 4 \| Majka, Curtis, BLR \| Belehalok \| – \| \| 13. August 2012 – 19. August 2012 1 Woche \| 1 \| Barbárfivérek \| Mennydörgés \| – \| \| 20. August 2012 – 26. August 2012 1 Woche (insgesamt 2) \| 2 \| The Syndicate \| File Under Zawinul \| – \| \| 27. August 2012 – 2. September 2012 1 Woche \| 1 \| Bea Palya \| Ezeregy szefárd éjszaka \| – \| \| 3. September 2012 – 9. September 2012 1 Woche (insgesamt 4) \| 4 \| Majka, Curtis, BLR \| Belehalok \| – \| \| 10. September 2012 – 16. September 2012 1 Woche \| 1 \| Iván Szenes \| Hosszú az a nap \| – \| \| 17. September 2012 – 23. September 2012 1 Woche \| 1 \| Lord \| Big City Lights \| – \| \| 24. September 2012 – 30. September 2012 1 Woche \| 1 \| Green Day \| ¡Uno! \| – \| \| 1. Oktober 2012 – 4. November 2012 5 Wochen (insgesamt 6) \| 6 \| Ákos \| 2084 \| – \| \| 5. November 2012 – 18. November 2012 2 Wochen (insgesamt 18) \| 18 \| Tankcsapda \| Rockmafia Debrecen \| – \| \| 19. November 2012 – 25. November 2012 1 Woche \| 1 \| Led Zeppelin \| Celebration Day \| – \| \| 26. November 2012 – 2. Dezember 2012 1 Woche (insgesamt 10) \| 10 \| Michael Bublé \| Christmas \| Die Neuauflage mit drei zusätzlichen Titeln erobert erneut die Spitze, nachdem das Album bereits 2011 drei Wochen an der Spitze gestanden hatte. \| \| 3. Dezember 2012 – 9. Dezember 2012 1 Woche (insgesamt 18) \| 18 \| Tankcsapda \| Rockmafia Debrecen \| – \| \| 10. Dezember 2012 – 30. Dezember 2012 3 Wochen (insgesamt 10) \| 10 \| Michael Bublé \| Christmas \| – \| \| 31. Dezember 2012 – 6. Januar 2013 1 Woche (insgesamt 6) \| 6 \| Ákos \| 2084 \| – \| |                                      |                                      |                                                  | |
| ← 2011 |                                      |                                      |                                                  | → 2013 → |
| Zeitraum | Wo. ges.                             | Interpret                            | Titel                                            | Zusätzliche Informationen |
| (Zeitraum, Wochen auf Platz eins, Interpret, Titel, zusätzliche Informationen) |                                      |                                      |                                                  | |
| 19. Dezember 2011 – 29. Januar 2012 6 Wochen | 6                                    | Tibor Kocsis                         | Az első X - Az élő show-k 10 legnagyobb kedvence | – |
| 30. Januar 2012 – 13. Februar 2012 2 Wochen | 2                                    | Leonard Cohen                        | Old Ideas                                        | – |
| 14. Februar 2012 – 26. Februar 2012 2 Wochen | 2                                    | Adele                                | 21                                               | – |
| 27. Februar 2012 – 18. März 2012 3 Wochen | 3                                    | Tamás Mihály                         | Last Minute                                      | – |
| 19. März 2012 – 1. April 2012 2 Wochen | 2                                    | Madonna                              | MDNA                                             | – |
| 2. April 2012 – 8. April 2012 1 Woche | 1                                    | Megasztár                            | 12 döntős                                        | – |
| 9. April 2012 – 29. April 2012 3 Wochen | 3                                    | Ismerős Arcok                        | Kerítést bontok                                  | – |
| 30. April 2012 – 6. Mai 2012 1 Woche | 1                                    | Kalapács                             | Poklok és mennyek között                         | – |
| 7. Mai 2012 – 13. Mai 2012 1 Woche | 1                                    | ColorStar                            | Flow                                             | – |
| 14. Mai 2012 – 20. Mai 2012 1 Woche | 1                                    | Adam Lambert                         | Trespassing                                      | – |
| 21. Mai 2012 – 27. Mai 2012 1 Woche (insgesamt 2) | 2                                    | László Benkő                         | Másik világ                                      | – |
| 28. Mai 2012 – 3. Juni 2012 1 Woche (insgesamt 2) | 2                                    | The Syndicate                        | File Under Zawinul                               | – |
| 4. Juni 2012 – 10. Juni 2012 1 Woche (insgesamt 2) | 2                                    | László Benkő                         | Másik világ                                      | – |
| 11. Juni 2012 – 24. Juni 2012 2 Wochen (insgesamt 4) | 4                                    | Majka, Curtis, BLR                   | Belehalok                                        | – |
| 25. Juni 2012 – 15. Juli 2012 3 Wochen (insgesamt 4) | 4                                    | Linkin Park                          | Living Things                                    | – |
| 16. Juli 2012 – 22. Juli 2012 1 Woche | 1                                    | Tibor Kocsis                         | Irány az élet!                                   | – |
| 23. Juli 2012 – 29. Juli 2012 1 Woche (insgesamt 4) | 4                                    | Linkin Park                          | Living Things                                    | – |
| 30. Juli 2012 – 5. August 2012 1 Woche | 1                                    | Testament                            | Dark Roots of Earth                              | – |
| 6. August 2012 – 12. August 2012 1 Woche (insgesamt 4) | 4                                    | Majka, Curtis, BLR                   | Belehalok                                        | – |
| 13. August 2012 – 19. August 2012 1 Woche | 1                                    | Barbárfivérek                        | Mennydörgés                                      | – |
| 20. August 2012 – 26. August 2012 1 Woche (insgesamt 2) | 2                                    | The Syndicate                        | File Under Zawinul                               | – |
| 27. August 2012 – 2. September 2012 1 Woche | 1                                    | Bea Palya                            | Ezeregy szefárd éjszaka                          | – |
| 3. September 2012 – 9. September 2012 1 Woche (insgesamt 4) | 4                                    | Majka, Curtis, BLR                   | Belehalok                                        | – |
| 10. September 2012 – 16. September 2012 1 Woche | 1                                    | Iván Szenes                          | Hosszú az a nap                                  | – |
| 17. September 2012 – 23. September 2012 1 Woche | 1                                    | Lord                                 | Big City Lights                                  | – |
| 24. September 2012 – 30. September 2012 1 Woche | 1                                    | Green Day                            | ¡Uno!                                            | – |
| 1. Oktober 2012 – 4. November 2012 5 Wochen (insgesamt 6) | 6                                    | Ákos                                 | 2084                                             | – |
| 5. November 2012 – 18. November 2012 2 Wochen (insgesamt 18) | 18                                   | Tankcsapda                           | Rockmafia Debrecen                               | – |
| 19. November 2012 – 25. November 2012 1 Woche | 1                                    | Led Zeppelin                         | Celebration Day                                  | – |
| 26. November 2012 – 2. Dezember 2012 1 Woche (insgesamt 10) | 10                                   | Michael Bublé                        | Christmas                                        | Die Neuauflage mit drei zusätzlichen Titeln erobert erneut die Spitze, nachdem das Album bereits 2011 drei Wochen an der Spitze gestanden hatte. |
| 3. Dezember 2012 – 9. Dezember 2012 1 Woche (insgesamt 18) | 18                                   | Tankcsapda                           | Rockmafia Debrecen                               | – |
| 10. Dezember 2012 – 30. Dezember 2012 3 Wochen (insgesamt 10) | 10                                   | Michael Bublé                        | Christmas                                        | – |
| 31. Dezember 2012 – 6. Januar 2013 1 Woche (insgesamt 6) | 6                                    | Ákos                                 | 2084                                             | – |